# 城市整合
城市整合（也称城市集约），是指一组不同的规划政策，旨在更好地利用现有的城市基础设施，鼓励发展现有的城市化区域（所谓的“棕色地块”）而非未城市化土地（又名绿色地块），从而限制城市蔓延。在城市现有的地区建设高密度住宅，以增加人口密度。城市整合涉及到增加在现有地区的房屋或单位的数量，从而能更有效地使用社区服务，并减少对环境的整体影响。城市整合作为一种手段，可以减少因人口总量增加而产生的土地住房需求。
大体上有三种类型的城市整合：市场为主导的整合，涉及建立民居改造以及非住宅用地，建筑比大城市化更高的平均密度。公共交通导向发展（或TOD）涉及高密度住宅和混合用途建筑在步行区周围的公共交通节点整改，后者通称为活动中心。第三种方法，是将新进展的都市区的城市边缘区提高密度超过这些城市平均值。

## 其他
- 活动中心（英语：Activity centre）
- 汽车从属性（英语：Automobile dependency）
- 可持续发展循环（英语：Circles of Sustainability）
- 紧凑型城市
- 绿化带
- 伦敦计划
- 中密度住宅（英语：Medium-density housing）
- 墨尔本2030（英语：Melbourne 2030）
- 混合用途发展
- 新城市主义
- 可持续发展
- 公共交通导向发展
- 城市增长边界